# Липканы
Липка́ны (также Липкань; рум. Lipcani) — город в Бричанском районе Молдовы.

## География
Город расположен на берегу реки Прут.
Находится на границе с Украиной и Румынией.

## История
В Липканах найдены погребения с трупоположениями трипольской культуры.
Выдержка из «Энциклопедического словаря Брокгауза и Ефрона» (1890—1907):

«Липканы — местечко Бессарабской губернии, Хотинского уезда, в 30 верстах от уездного города, на левом берегу реки Прут, близ австрийской границы, станция Новоселицкой ветви юго-западных железных дорог. Основано ранее XVII века и было населено литовскими выходцами, известными под именем „липкан“ или курьеров; на обязанности их лежало доставление депеш и т. п. Жителей — 3386, в том числе евреев — 2628, молдаван до 500 душ, немного армян и более 60 семейств цыган. Дворов 372. Две православные церкви, синагога, 115 лавок, пристань, таможня III-го класса. Главное занятие жителей — торговля (евреи и армяне), отчасти скотоводство (молдаване). Еженедельные базары, на которые пригоняется скот, скупаемый австрийскими агентами для экспорта; другие предметы экспорта (в Австрию и Западную Молдавию) — кожи, шерсть, рыба, верёвки, шерстяные, льняные и металлические изделия. Главные предметы ввоза — соль-ледянка, нефть, волошские орехи. В 1891 году привезено товаров из-за границы на 54 265 р. и бумажных денег 49 871 руб., вывезено за границу товаров на 28 008 руб. и бумажных денег 96 886 руб.; таможенных сборов поступило 3 822 р. Фосфорита добывается ежегодно свыше 7000 пудов»

Во времена Молдавской ССР Липканы являлись административным центром Липканского района. С 2 августа 1940 года по 21 июля 1941 район был частью Черновицкой области УССР. В начале 60 годов XX века Липканский район был упразднён (в 1964 районный центр был перенесен в Бричаны из-за близости к границе СССР).
В Липканах в 2010 году был открыт пропускной пункт через государственную границу Республики Молдова с Румынией по реконструированному мосту через реку Прут. Мост был взорван в 1944 году отступающими немецкими войсками.
Недалеко от Липкан также есть пропускной пункт через государственную границу с Украиной.

## Население
Согласно переписи 2012 года в Липканах проживали граждане следующих национальностей:
| Национальность | Жители | %     |
| -------------- | ------ | ----- |
| Молдаване      | 2692   | 49,26 |
| Украинцы       | 2618   | 47,90 |
| Русские        | 16     | 0,30  |
| Гагаузы        | 11     | 0,20  |
| Болгары        | 9      | 0,16  |
| Румыны         | 30     | 0,55  |
| Другие         | 89     | 1,63  |

В 1897 году в городе проживало 6865 человек, из них 64 % составляли евреи.

## Промышленность
В городе функционирует маслодельный завод, хлебный комбинат, педагогическое училище, комбинат по изготовления изделий из дерева. В последние годы были введены в эксплуатацию новые предприятия: Bio Company Raps S.R.L (предприятие по производству растительного масла), швейная фабрика, другие мелкие промышленные производства. Работают предприятия в сфере обслуживание автомобилей (автозаправочные станции, мойка, вулканизация, мастерская), ресторан, кафе и многочисленные торговые предприятия, парикмахерские, фитнес-клуб.

## Социальная сфера
В Липканах функционирует педагогический колледж, теоретический лицей с обучением на молдавском языке и гимназия с обучением на русском языке. Из медицинских учреждений действуют отделение скорой помощи, Центр семейных врачей, отделение стоматологии, терапевтическое отделения, пенитенциарное учреждение, отделения муниципальной и пограничной полиции.

## Транспорт
В городе функционирует автомобильная и железнодорожная станции. Из города по железной дороге можно добраться без пересадок в города Окница, Новоселица и Черновцы. Автобусное сообщение действует как внутри района, страны, так и международное (Москва, Черновцы, Львов).

## Персоналии
- Ицхак Авербух-Орпаз — израильский писатель, в 1927—1938 годах жил в Липканах.
- Мойше Альтман — писатель-модернист.
- Шмуэл-Лейб Бланк — американский еврейский прозаик, в 1909—1923 годах жил в Липканах.
- Моррис Гиснет — американский еврейский прозаик и драматург, юрист.
- Яков Горский — оперный певец (тенор, баритон).
- Лейзер Гринберг — поэт и эссеист.
- Александр Гробман Тверский — перуанский агроном, учёный в области физиологии и генетики растений, селекционер.
- Василий Дидик — художник.
- Зубов, Николай Николаевич (1885—1960) — русский и советский морской офицер, инженер-контр-адмирал, океанолог, полярный исследователь.
- Михаил Кауфман (Койфман) — врач, журналист, зять Шолом-Алейхема и отец детской писательницы Бел Кауфман.
- Михаил Мунтян — историк, политолог.
- Мойше Ойшер — кантор, киноактёр и исполнитель еврейских песен (США).
- Фрейделэ Ойшер — актриса еврейского театра (США).
- Айзик Рабой — писатель.
- Вера Хакен — писатель, переводчик.
- Элиезер Штейнбарг — баснописец и педагог.
- Иегуда Штейнберг — писатель.
- Янкев Штернберг — еврейский (идиш) поэт, драматург, прозаик и режиссёр.